# Aleš Učakar
Aleš Učakar (* 1968 in Ljubljana, SFRJ) ist ein slowenischer Übersetzer und Autor.

## Leben und Wirken
Učakar studierte Vergleichende Literaturwissenschaft und Germanistik an der Philosophischen Fakultät der Universität Ljubljana.
Er übersetzt Belletristik und Sachbücher aus dem Deutschen und Englischen. Zu den von ihm übersetzten Autoren gehören u. a. Ernst Cassirer, Joseph Ratzinger, Ludwig Wittgenstein, Giulia Enders, Heinrich von Kleist, Heinrich Böll, Henning Mankell, Arno Geiger und Timur Vermes.
Učakar ist Mitglied des Verbands slowenischer Literaturübersetzer. Er verfasst auch selbst Poesie und Prosa.

## Publikationen

### Übersetzungen (Auswahl)
- Ernst Cassirer: Filozofija razsvetljenstva. Ljubljana: Študentska založba, 1998. (Die Philosophie der Aufklärung)
- Heinrich Böll: Angel je molčal. Ljubljana: Urbar agart, 1999. (Der Engel schwieg)
- Ludwig Wittgenstein: Kultura in vrednota. Mešani zapiski. Izbor iz zapuščine. Ljubljana: Študentska založba, 2005. (Vermischte Bemerkungen)
- Annette Langen: Felixove sanje. Ljubljana: Mladinska knjiga, 2005. (Wenn Felix träumt)
- Henning Mankell: Oko leoparda. Tržič: Učila International, 2007. (Das Auge des Leoparden)
- Arno Geiger: Stari kralj v izgnanstvu. Ljubljana: Modrina, 2012. (Der alte König in seinem Exil)
- Timur Vermes: Spet je tukaj. Ljubljana: Modrijan, 2014. (Er ist wieder da)
- Giulia Enders: Čarobno črevesje. Vse, kar morate vedeti o najbolj prezrtem organu. Ljubljana: Mladinska knjiga, 2015. (Darm mit Charme)
- Lukas Bärfuss: Koala. Ljubljana: Modrijan, 2016. (Koala)
- Robert H. Lustig: Oprani možgani. Ljubljana: Mladinska knjiga, 2020. (The hacking of the American mind)
- Karl Schlögel: Vonj imperijev. Chanel n°5 in Rdeča Moskva. Ljubljana: Beletrina, 2021. (Der Duft der Imperien)
- Johannes Krause & Thomas Trappe: Potovanje naših genov. Zgodba o nas in naših prednikih. Ljubljana: Mladinska knjiga, 2023. (Die Reise unserer Gene)

### Literarische Werke
- Veliki Mhrann. Ljubljana: Karantanija, 1996.
- Mesta tihe sreče. Ljubljana: Urbar agart, 1999.